# 塞格德還願教堂
塞格德還願教堂（匈牙利語：Szegedi dóm）是位於匈牙利城市塞格德的一座教堂，擁有兩座尖塔。教堂於1913年開始建設，但由於第一次世界大戰爆發，直到1930年才宣告完工。這座教堂也是天主教塞格德–喬納德教區的主教座堂。塞格德還願教堂是匈牙利的第四大教堂。
46°14′55.46″N 20°8′56.38″E / 46.2487389°N 20.1489944°E